# Juníndopping
Juníndopping (Podiceps taczanowskii) är en sydamerikansk fågel i familjen doppingar. Den förekommer endast vid bergssjön Junín i peruanska Anderna. Arten är mycket fåtalig och har minskat kraftigt, varför den anses vara utrotningshotad, av internationella naturvårdsunionen IUCN kategoriserad som sårbar. Fågeln är flygoförmögen.

## Utseende och läten
Juníndoppingen är en slank, flygoförmögen, 35 centimeter lång dopping. Den har en lång hals och påfallande spetsigt huvud. Framsidan av huvudet och örontäckarna är grå. Från baksidan av hättan är den svart, vidare nerför överdelen av nacken. Ovansidan är helsvart, undersidan vit men sotfläckig på flankerna. Näbben är smal och grå, ögonirisen röd och tarserna gulbruna. Liknande underarten juninensis hos silverdopping är mindre, mer korthalsad och har kortare och mest svart näbb. Lätet är en melodisk vissling, i engelsk litteratur återgivet som "dooi'th" och "wit".

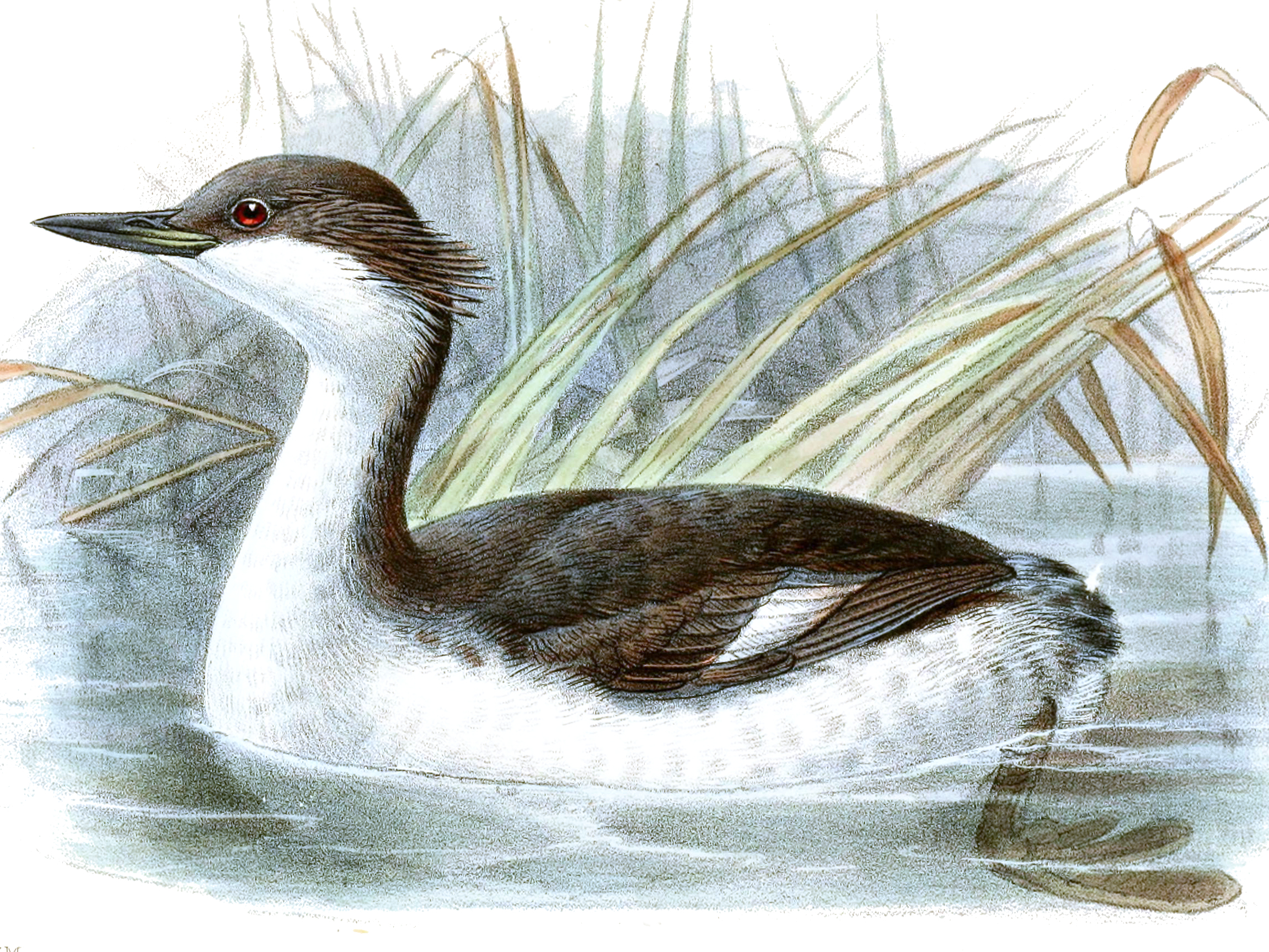
Illustration av John Gerrard Keulemans från 1894.

## Utbredning och status
Fågeln är endemisk för sjön Junín i Anderna i centrala Peru och nuförtiden mest begränsad till södra delen av sjön. I början av förra seklet var den mycket allmän, men har sedan dess minskat mycket kraftigt till följd av miljöförstöring och extrema fluktuationer av vattennivån i sjön. Idag tros det endast finnas mellan 140 och 320 vuxna individer kvar. Internationella naturvårdsunionen IUCN kategoriserar därför arten som starkt hotad.

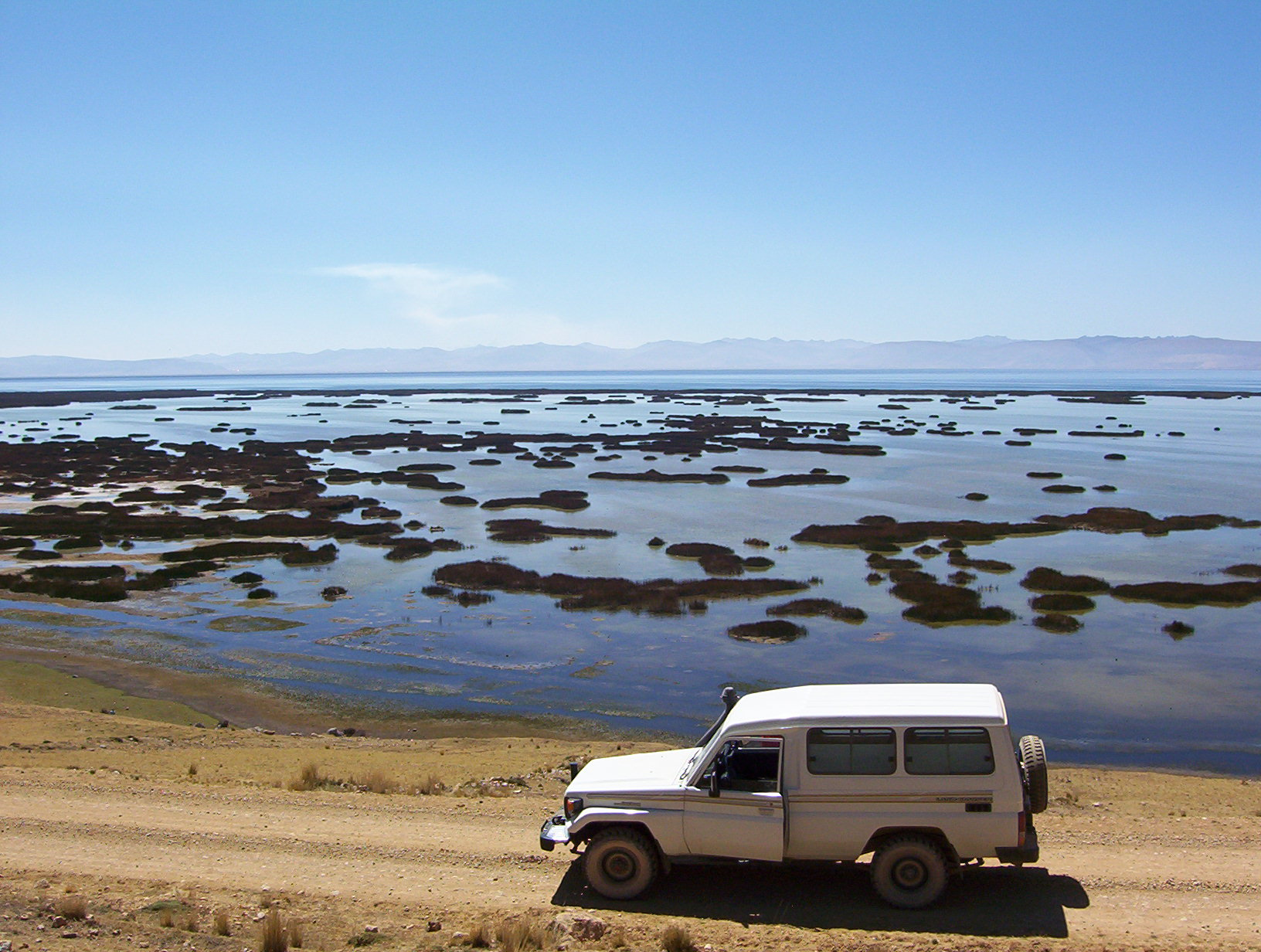
Junínsjön i Peru, den enda plats i världen arten förekommer.

## Ekologi
Junínsjön ligger mycket högt, 4 080 meter över havet. Den är relativt grund och kantad av omfattande vassbälten. fågeln födosöker på öppet vatten, nära land under häckningsperioden (november till mars) och i mitten av sjön resten av tiden. Den livnär sig huvudsakligen av fisk av tandkarpsläktet Orestias, men även ryggradslösa djur och dess larver. Boet byggs på vass i vatten. Den lägger två ägg.

## Namn
Fågelns vetenskapliga artnamn hedrar den polske zoologen Władysław Taczanowski (1819-1890). På svenska har den även kallats punadopping.